# Dagfinnur Halvdanarson
Dagfinnur Halvdanarson (eller Dagfinn Halfdansson) var i en årrække omkring 1400 lagmand på Færøerne.